# نورمن پتی
نورمن پتی (انگلیسی: Norman Petty؛ ۲۵ مهٔ ۱۹۲۷، – ۱۵ اوت ۱۹۸۴،) یک موسیقی‌دان اهل ایالات متحده آمریکا بود.